# Einfache Schlinge
Die Einfache Schlinge ist ein laufender Knoten, der sich zuzieht, wenn Zug auf das feste Ende kommt.

## Beschreibung
Die Einfache Schlinge ist eng mit dem Überhandknoten verwandt. Der Unterschied zwischen beiden ist nur die Behandlung des festen Endes. Bei der Einfachen Schlinge bildet man mit dem festen Ende eine Bucht, in diesem Fall die Schlinge, bevor sie wieder eingesteckt wird.
Man legt also den Überhandknoten auf Slip.
Zieht man an dem losen Ende, so bekneift sich der Knoten, die Schlinge zieht sich aber nicht zu.
Will man, dass sich die Schlinge zuzieht, zieht man an dem festen Ende. Befindet sich nichts in der Schlinge, löst sich der Knoten auf. Zum Aufbinden genügt also ein leichter Zug auf dem festen Ende. Damit wird die Schlinge herausgezogen und der Knoten geht sofort auf. Ihr größter Vorteil ist ihre Einfachheit. Sie kann ebenson in die Bucht wie in den Tampen des Seiles gebunden werden.
Beim Stricken heißt der Knoten nur Laufknoten und man benutzt ihn, um Maschen anzuschlagen.

## Knüpfen

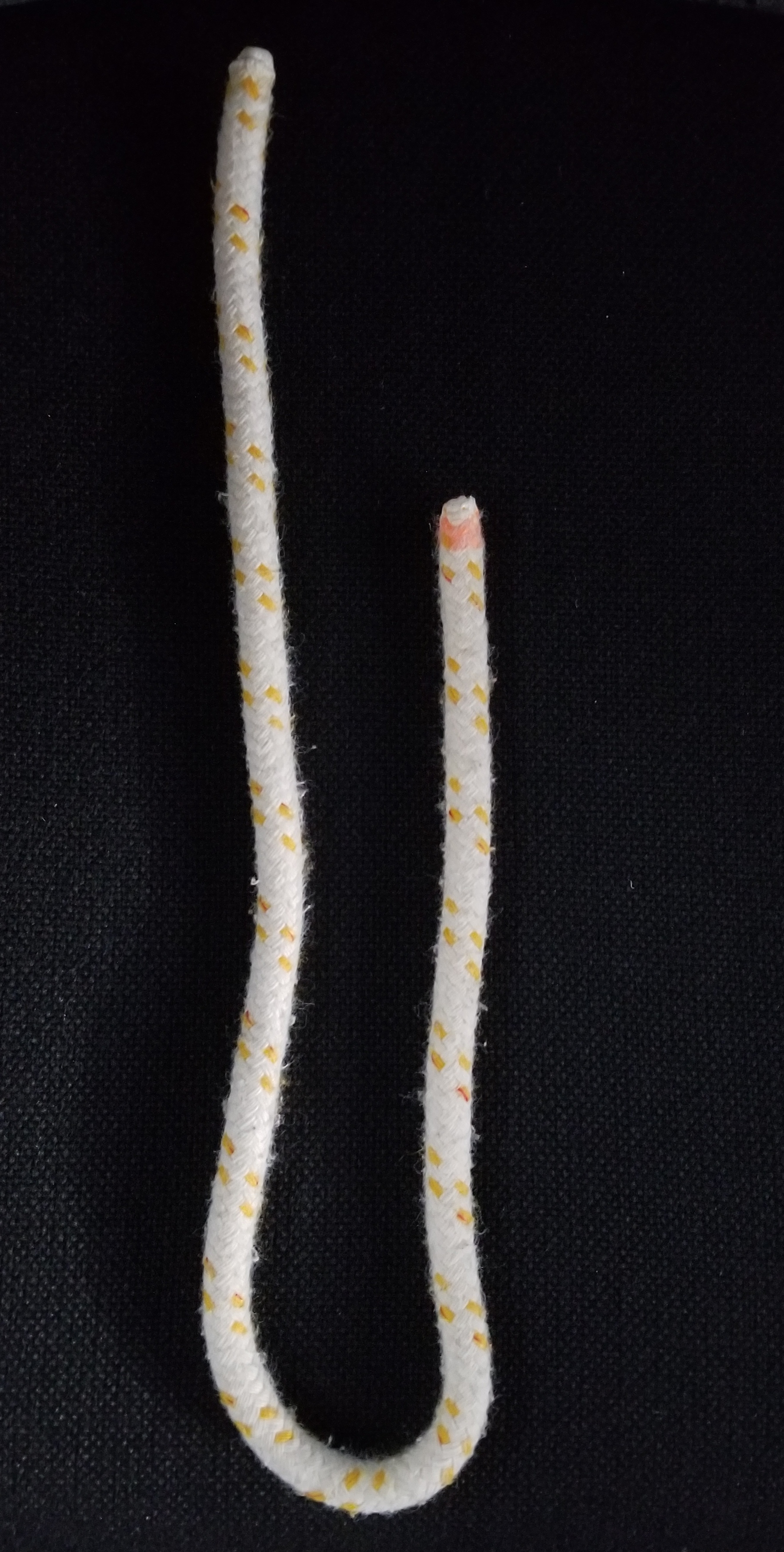
Man bildet man eine Bucht. Hier ist das feste Ende rechts (rot) und das lose Ende (gelb).
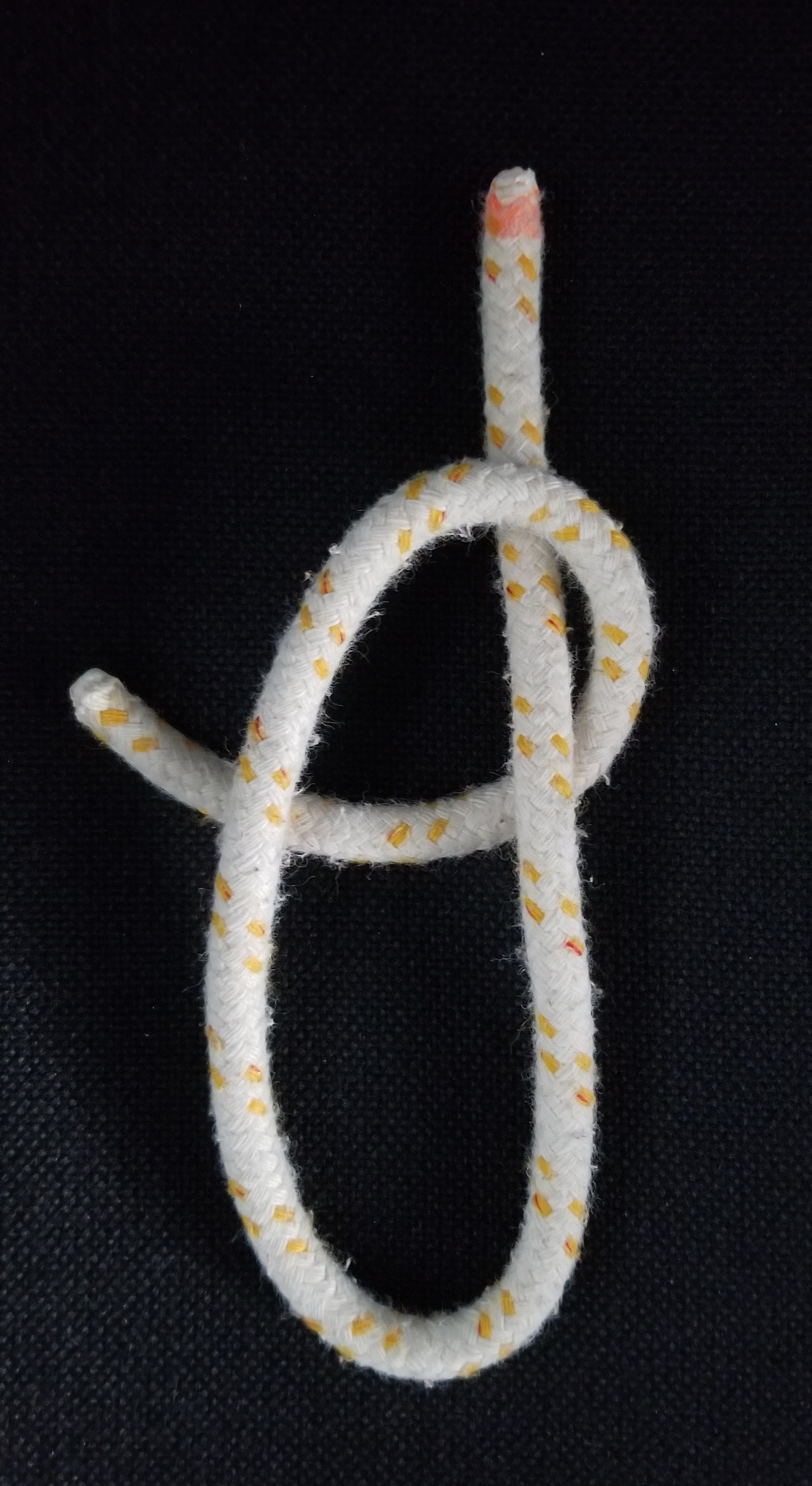
Dann mit dem losen Ende (gelb) einen Törn um das feste Ende (rot).
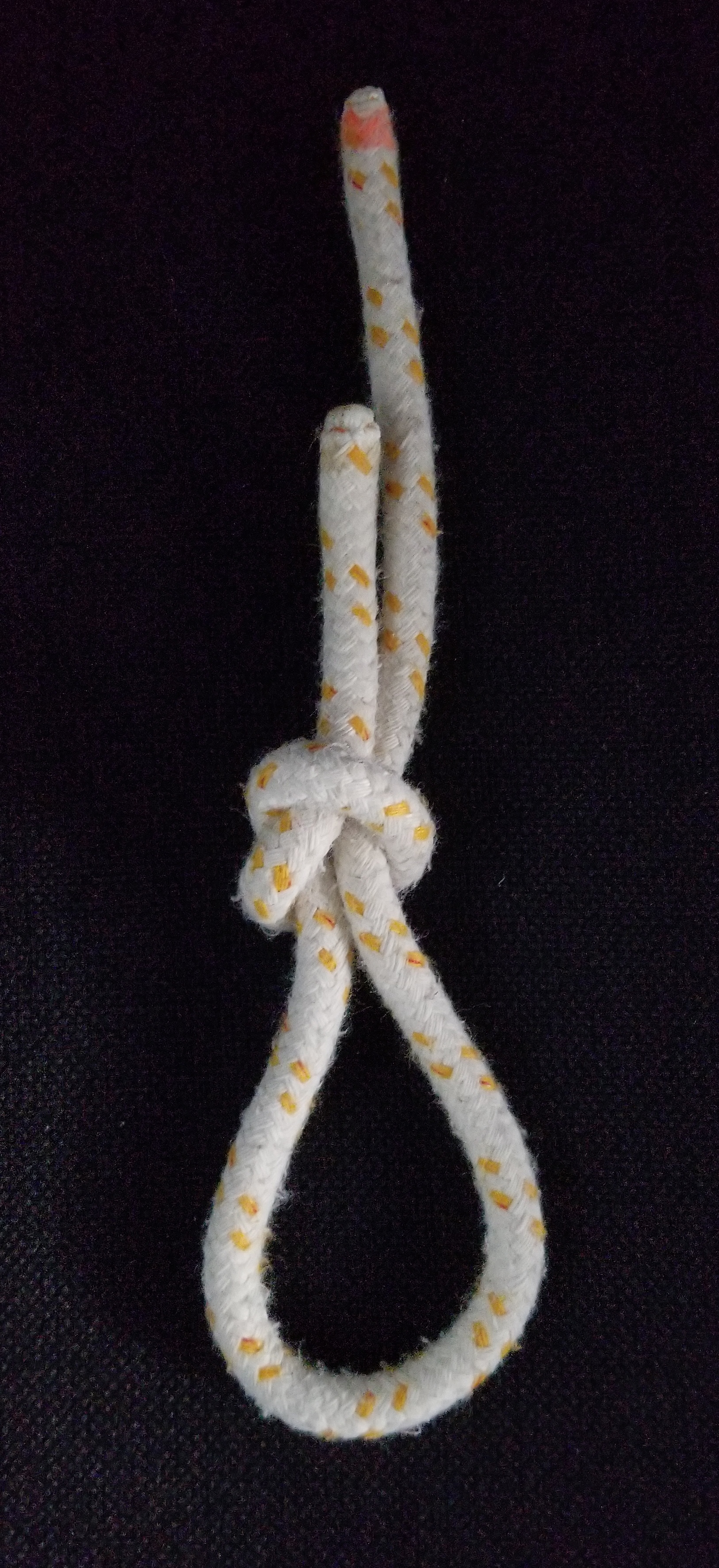
Dann fährt man durch das Auge hindurch und zieht es leicht zu.

## Verwandte Knoten und Abgrenzung
Einige Knoten werden häufig mit anderen verwechselt, die von der Form oder dem Namen her dazu verleiten.
Beispielsweise benutzt Geoffrey Budworth für die Einfache Schlinge den Namen Slipstek, bemerkt aber dazu, dass „jede Schlaufe, die entlang des stehenden Endes gleitet, aber fest an diesem hält, ist ein Slipstek.“
Wogegen bei Clifford W. Ashley, der Name Slipstek einen einzelnen anderen Knoten bezeichnet.
Ein anderes Beispiel. Der US-amerikanische Singer-Songwriter Woody Guthrie schrieb ein Lied mit dem Titel Slipknot. Eine im Text abgewandelte Version trägt den Titel Hangknot. Gemeint ist also nicht der Slipknoten, sondern allgemein eine zuziehbare Schlinge, wie die hier besprochene Einfache Schlinge oder der Henkersknoten.
Die US-amerikanische Metalband Slipknot aus Des Moines in Iowa, die sich ursprünglich The Pale Ones nannte, hat sich nach dem Lied Slipknot umbenannt. Auch hier bezieht sich der Name nicht auf den Slipknoten, sondern auf zuziehbare Schlingen. 

### Übersicht
Zur Unterscheidung werden hier verwandte Knoten gezeigt, die gerne verwechselt werden, auch weil es keine feste Nomenklatur gibt.

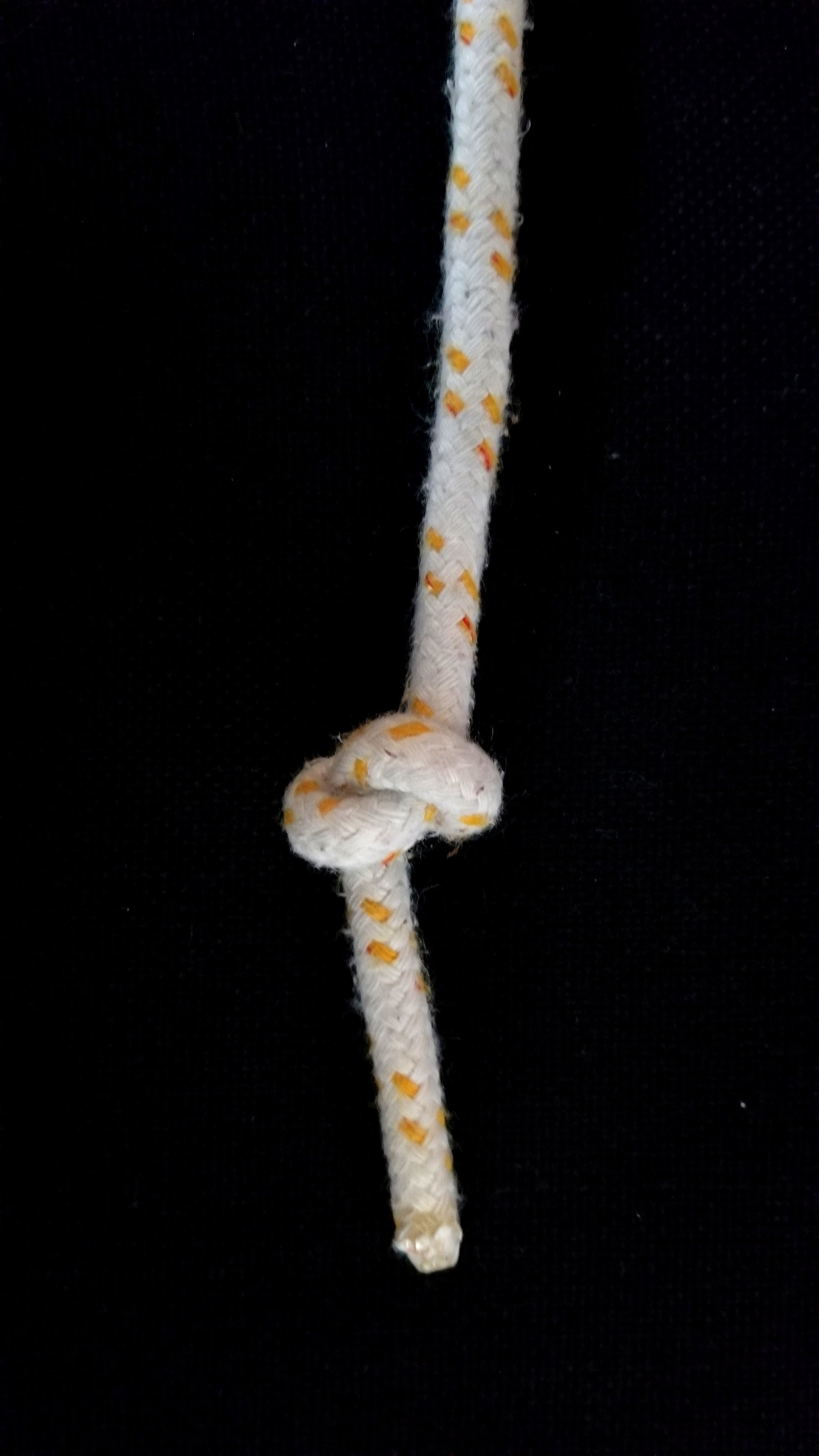
Überhandknoten. Erweitert man einen Überhandknoten, indem man ihn auf Slip legt, entsteht eine Einfache Schlinge (siehe nächstes Bild) oder ein Slipknoten.
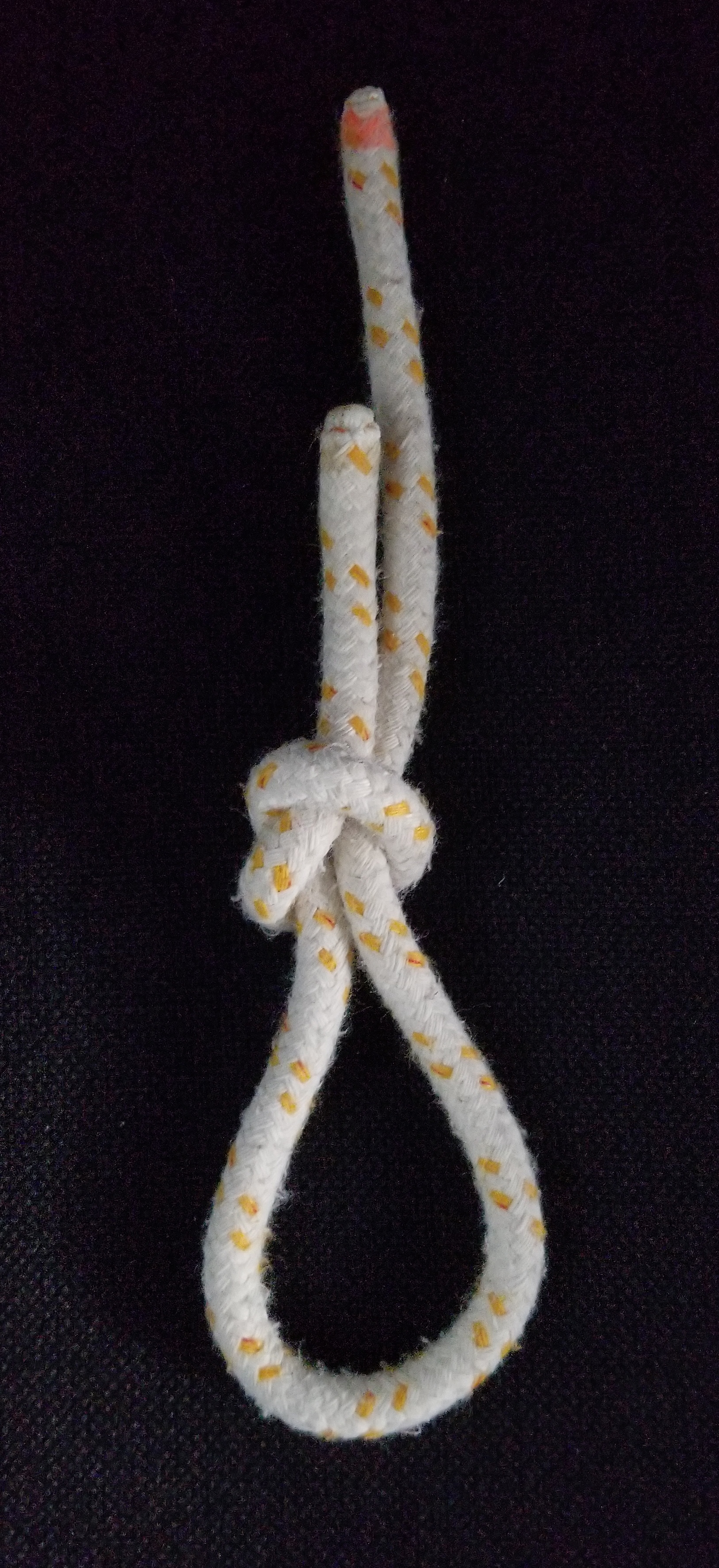
Bei der Einfachen Schlinge bildet man mit dem festen Ende eine Bucht, in diesem Fall die Schlinge, bevor sie wieder eingesteckt wird.
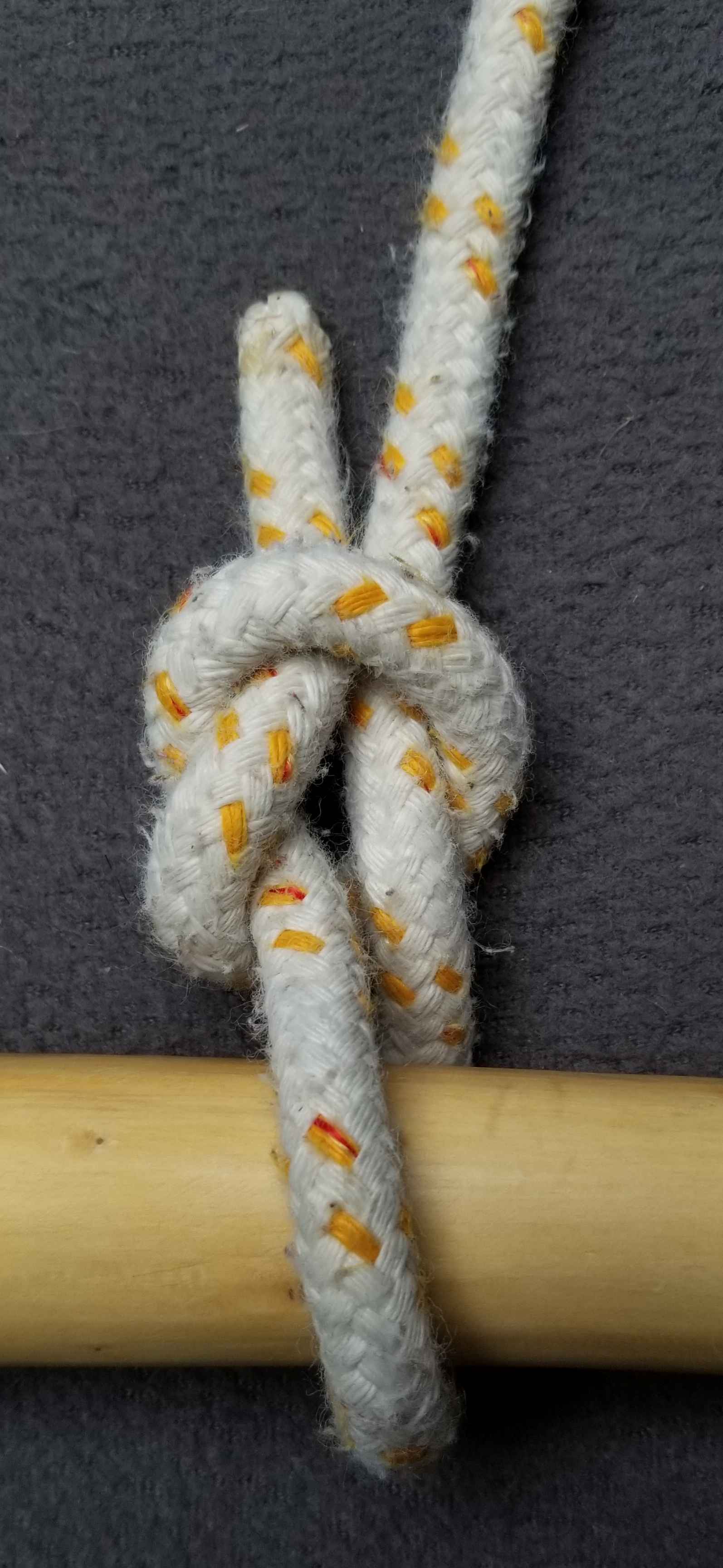
Wird die Einfache Schlinge um einen Gegenstand (hier eine Stange) gebunden, erhält man einen Schlingenstek[13].
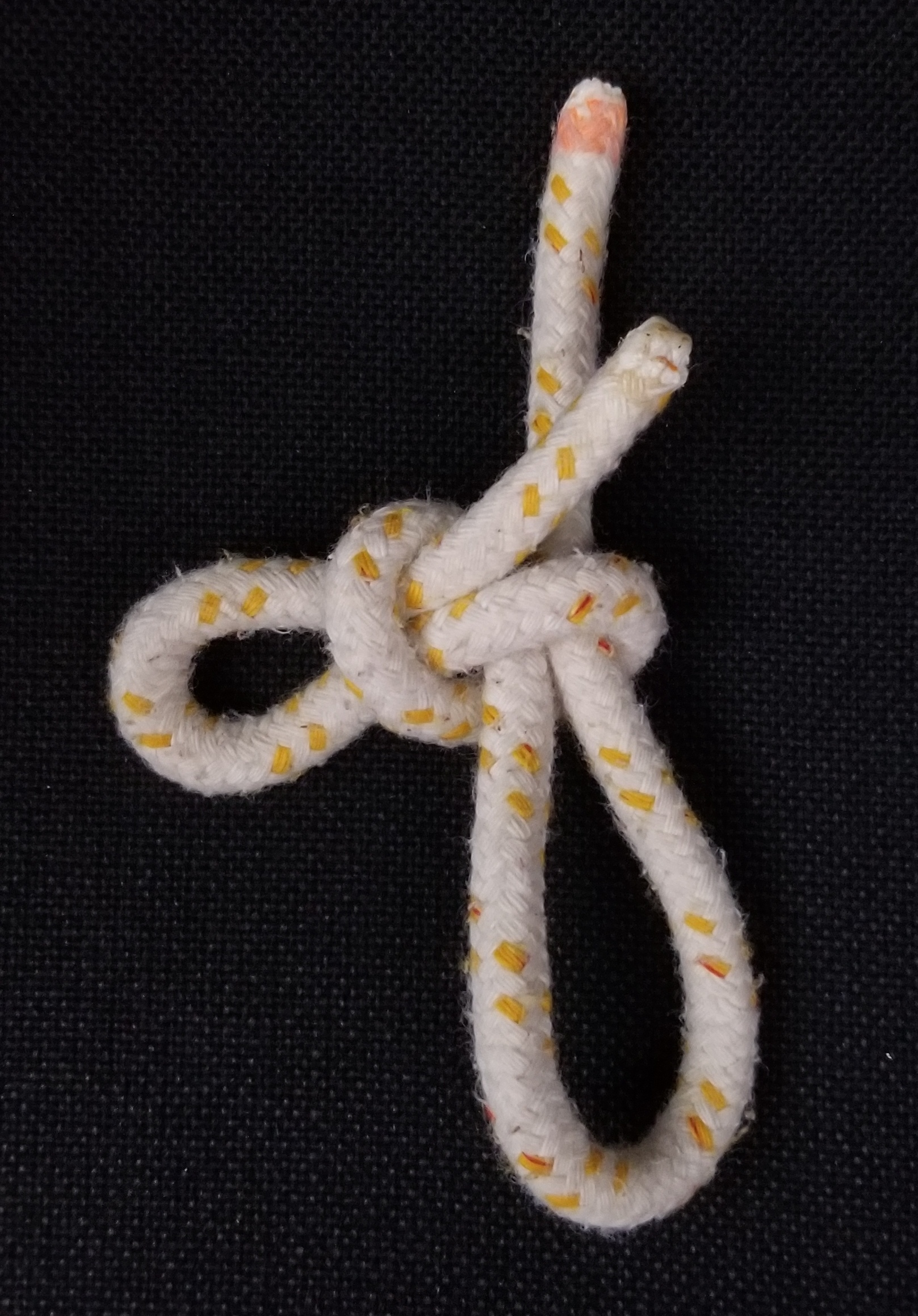
Bildet man bei der Einfachen Schlinge vor dem Durchstecken des losen Endes durch das Auge eine Bucht und steckt sie dann durch das Auge, entsteht die Geslippte Schlinge[14], auch Slipschlinge[14] genannt.
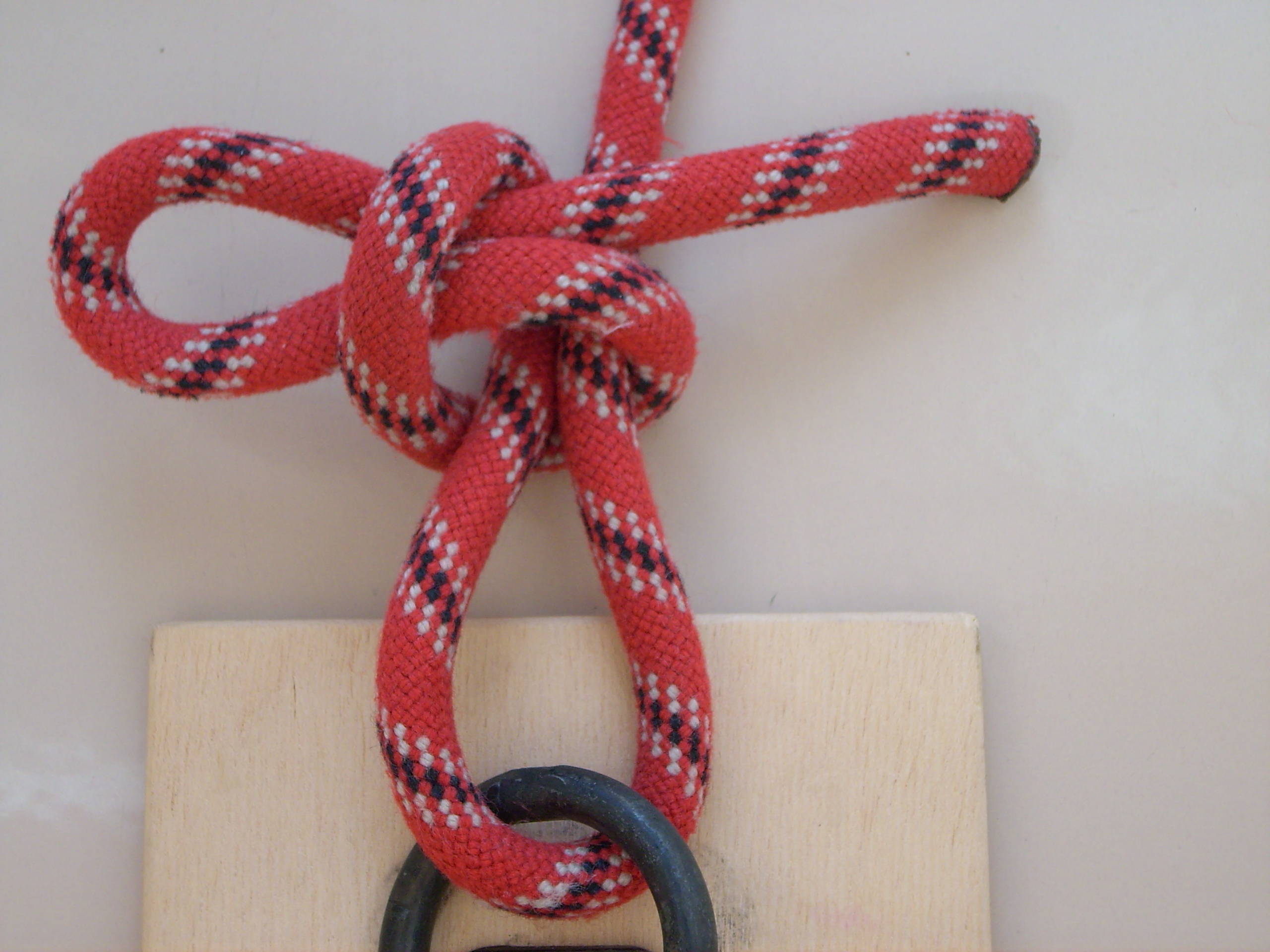
Knüpft man die Slipschlinge um einen Gegenstand auf Slip entsteht ein Schlingenstek mit Slip[15] auch Halfterstek genannt.
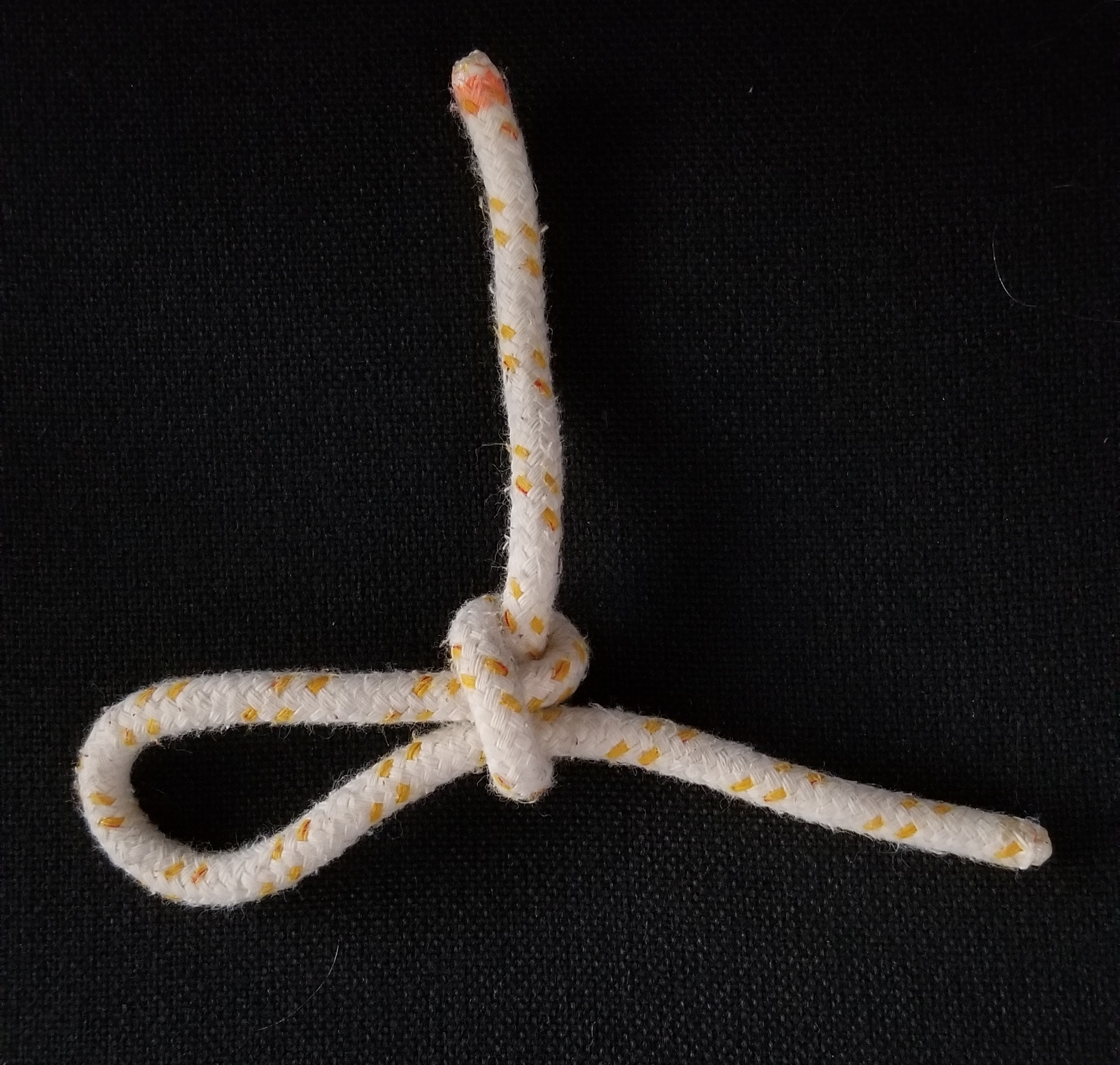
Beim Slipknoten[16] bildet man mit dem losen Ende eine Bucht, bevor es wieder eingesteckt wird.
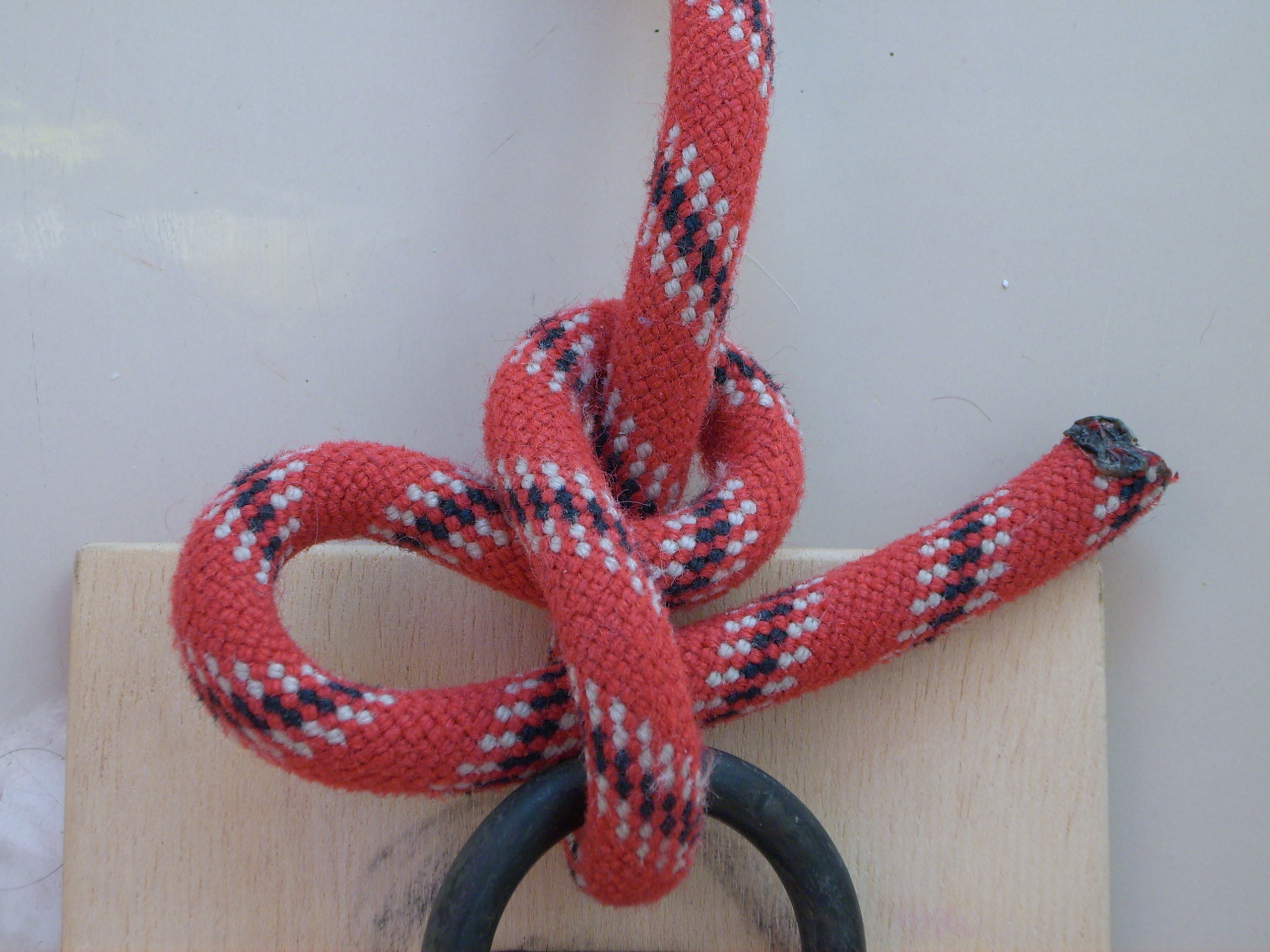
Knüpft man den Slipknoten um einen Gegenstand entsteht ein Halber Schlag mit Slip
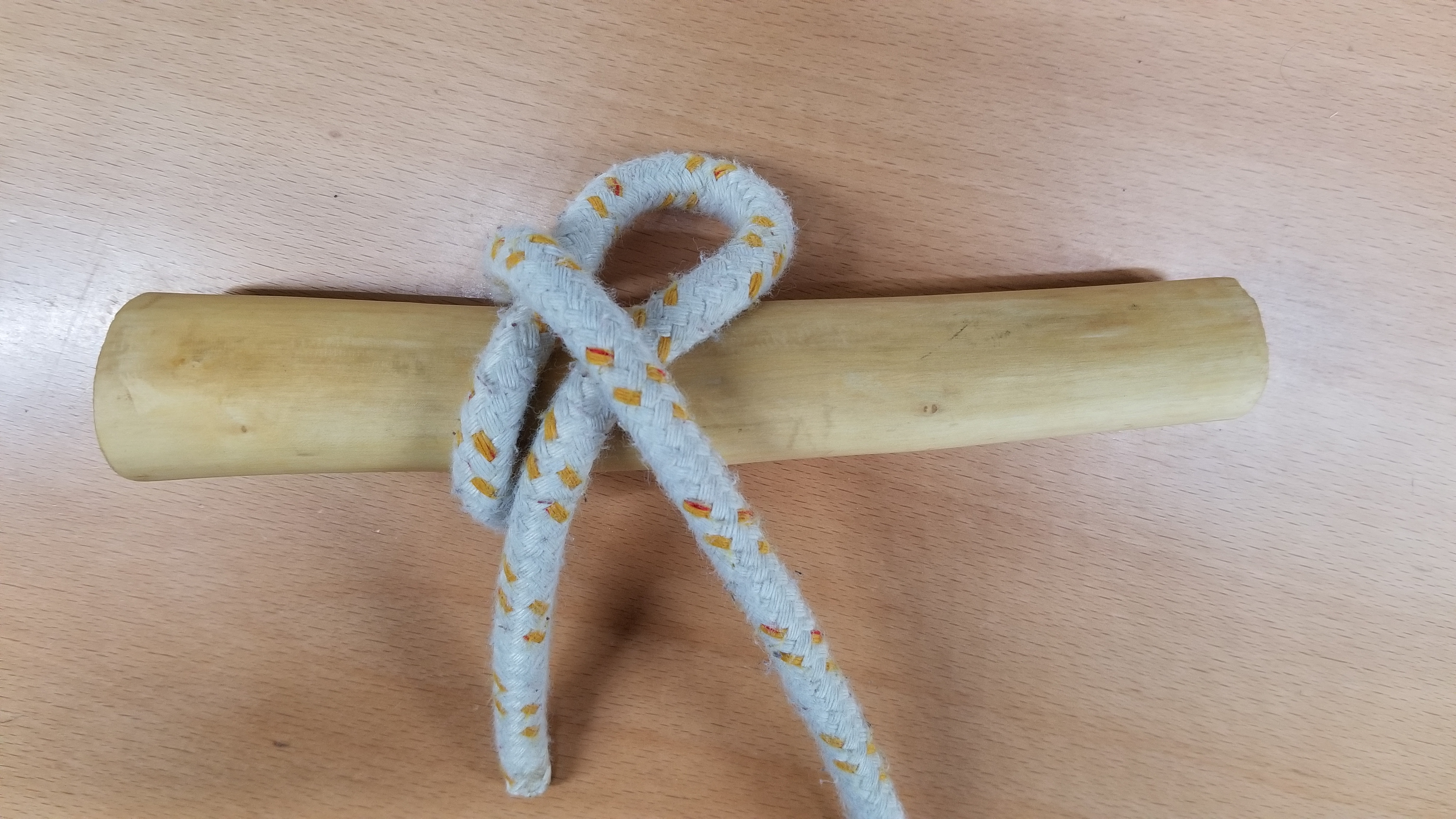
Bildet man mit dem losen Ende eine Bucht und führt es unter das feste Ende, erhält man den Slipstek[7], der aber nur aufgrund des Druckes und der Reibung hält.

## Abwandlungen

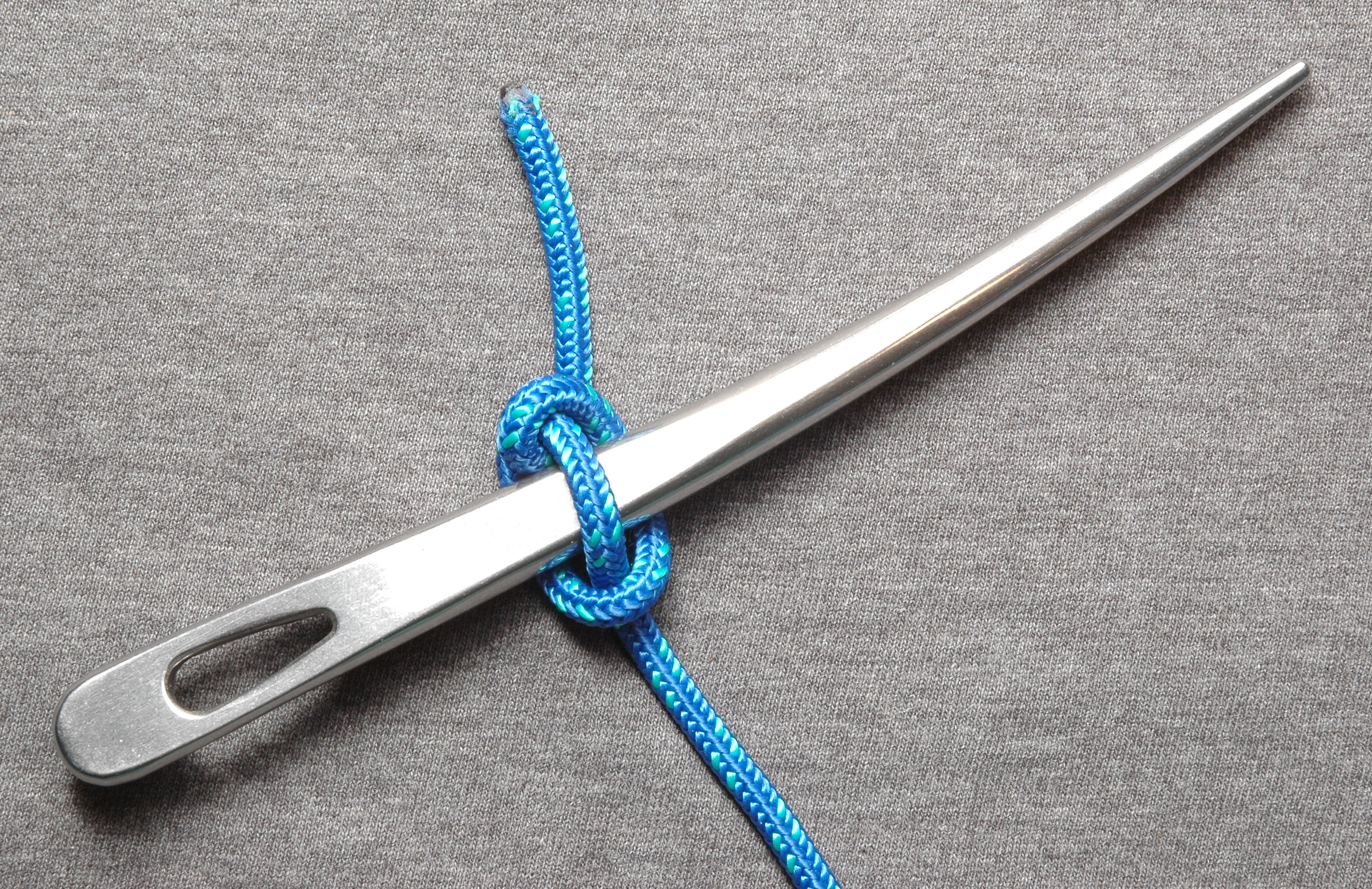
Der Marlspiekerschlag benutzt die „Einfache Schlinge“ als Grundknoten.
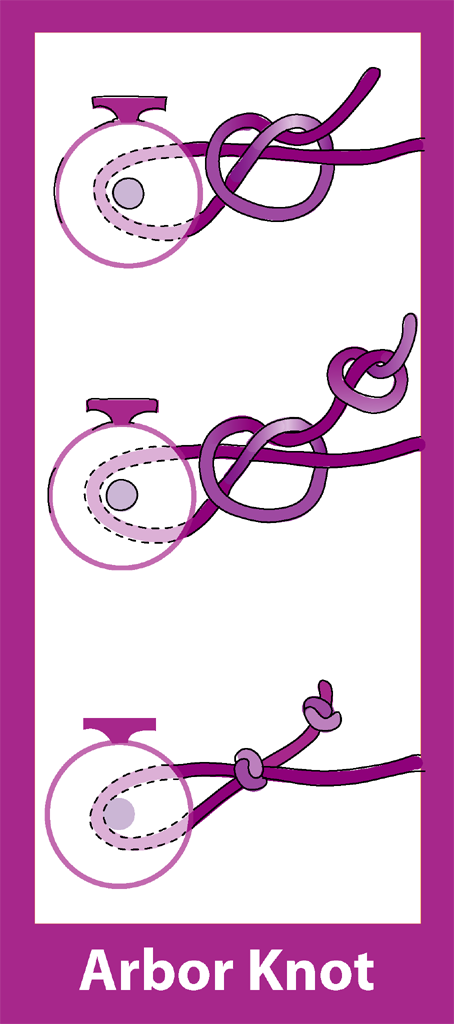
Der Arborknoten ist ein Anglerknoten, welcher zum Verbinden der Angelschnur mit der Angelrolle dient.
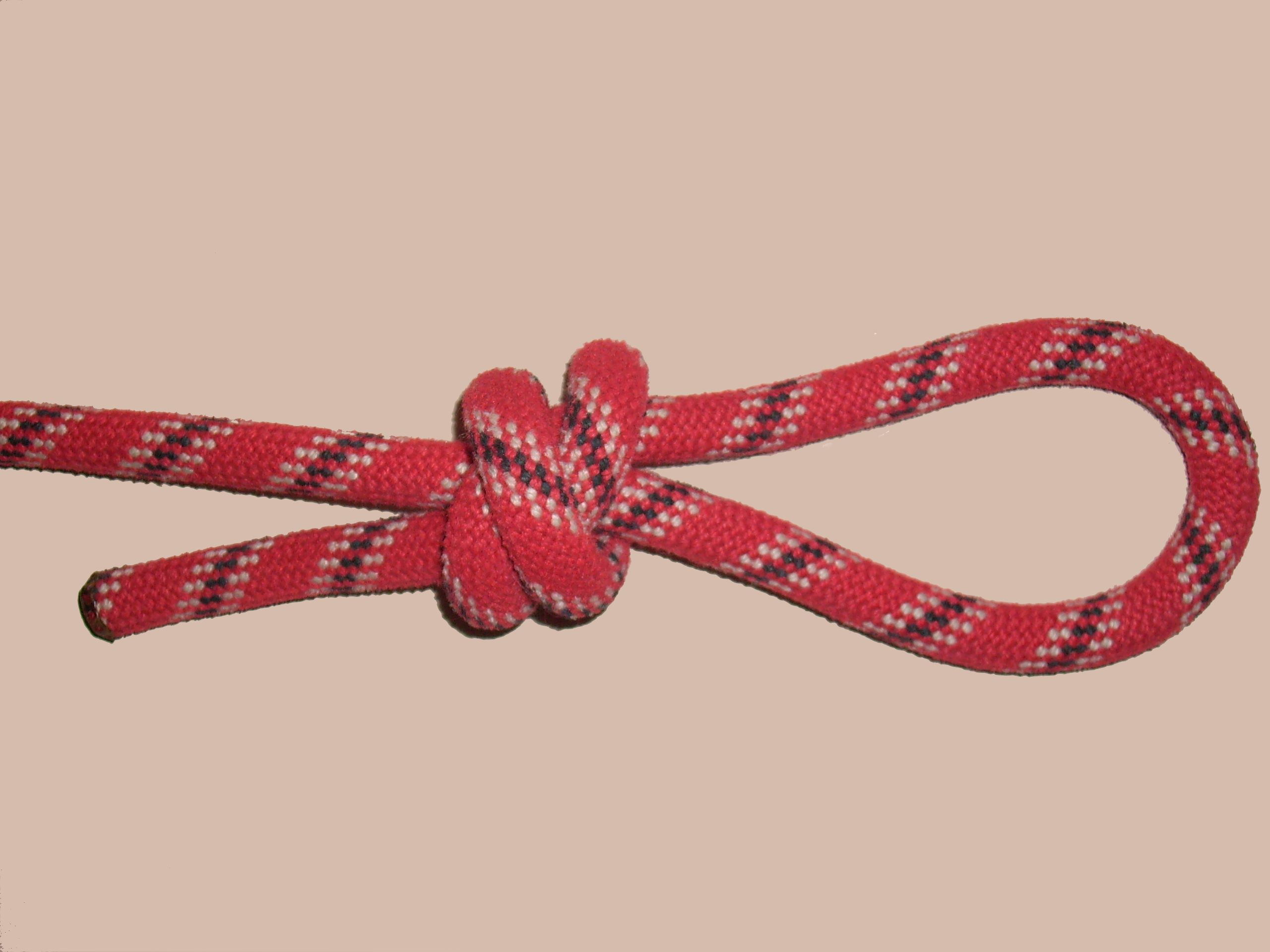
Macht man anstelle eines Einfachen Überhandknotens einen Doppelten Überhandknoten, erhält man den Höhlenknoten.